# Guignicourt
Guignicourt is een plaats en voormalige gemeente in het Franse departement Aisne in de regio Hauts-de-France en telt 2203 inwoners (1999). De plaats maakt deel uit van het arrondissement Laon.

## Geschiedenis
De gemeente fuseerde op 1 januari 2019 met Menneville tot de commune nouvelle Villeneuve-sur-Aisne, waarvan Guignicourt de hoofdplaats werd.

## Geografie
De oppervlakte van Guignicourt bedraagt 17,8 km², de bevolkingsdichtheid is 123,8 inwoners per km².
De onderstaande kaart toont de ligging van Guignicourt met de belangrijkste infrastructuur en aangrenzende gemeenten.

## Demografie
Onderstaande figuur toont het verloop van het inwonertal.
Vanwege een beveiligingsprobleem met de MediaWiki Graph-software is het momenteel niet mogelijk deze grafiek weer te geven. Zodra de software is bijgewerkt zal de grafiek vanzelf weer zichtbaar worden.